# Gomshitshang Rinpoche
| Tibetische Bezeichnung                             |
| -------------------------------------------------- |
| Wylie-Transliteration: sGom zhis tshang rin po che |
| Chinesische Bezeichnung                            |
| Vereinfacht: 贡依仓活佛                            |
| Pinyin:Gongyi Cang huofo                           |

Gomshitshang Rinpoche (tib. sGom zhis tshang rin po che) ist der Titel des Vertreters einer Inkarnationsreihe aus dem Kloster Tongshag Trashi Chöling (tib. stong shags bkra zhis chos gling) im Kreis Ledu (Drotshang) von Qinghai.
Der erste Vertreter der Reihe war Gendün Lodrö aus dem Dorf (chin.) Liujia 柳家村 der Gemeinde (chin.) Danma 丹玛乡 des Kreises Huzhu, der im Drepung-Kloster studierte. Bis heute gibt es insgesamt sieben Vertreter dieser Reihe. Der gegenwärtige Vertreter und Abt des Klosters Tongshag Trashi Chöling ist Lobsang Döndrub Gyeltshen (blo bzang don grub rgyal mtshan), ein Tu (Monguor).

## Liste der Gomshitshang Rinpoches
Zählung nach dem Zangzu da cidian
| #      | Name                               | Lebensdaten |
| ------ | ---------------------------------- | ----------- |
| 1      | Gendün Lodrö                       | 1631-?      |
| 2      | (chin.) Quezhi Jianzan             |             |
| 3      | Phüntshog Dragpa Dargye            |             |
| 4      | Tshülthrim Tendzin Gyatsho         | 1782-1853   |
| 5      | Tshülthrim Tenpe Nyima             | 1853-?      |
| 6      | Lungtog Tendzin Tshülthrim Gyatsho |             |
| 7 (10) | Lobsang Döndrub Gyeltshen          | 1942-       |